# Bronforel
De bronforel (Salvelinus fontinalis) is een vis uit het geslacht Salvelinus in de familie van de Zalmen. De soort kwam oorspronkelijk voor in het oosten van Noord-Amerika, maar is door de mens onder meer in andere delen van Noord-Amerika, in Europa en in Azië uitgezet. De Engelse naam is Brook char of Eastern brook trout.

## Voorkomen
Het oorspronkelijke leefgebied van de vis reikte van de Hudsonbaai, noordoostelijk Canada en New England in het noorden tot riviersystemen in het noorden van de Amerikaanse staten Georgia en South Carolina. Ook de Grote Meren en de bovenloop van de Mississippi behoren tot zijn oorspronkelijke verspreidingsgebied.
De bronforel is op grote schaal geïntroduceerd in de rest van Noord-Amerika, Zuid-Amerika, Azië, Europa en Zuid-Afrika, meestal in bergbeken. Er zijn zichzelf in stand houdende populaties ontstaan onder andere op Corsica, Tsjechië en Zuid-Duitsland.

## Beschrijving en ecologische betekenis
De gemiddelde lengte van deze vis is ca. 26 cm, de maximumlengte 86 cm en het maximumgewicht 9,4 kg.
In het oorspronkelijke verspreidingsgebied komen zowel anadrome populaties voor als wel populaties die alleen in zoetwater blijven.
Uitgezette exemplaren komen voor in de Geul en Maas. De bronforel kan zich in Nederland niet voortplanten. Hij voedt zich met kleine waterbeestjes (macrofauna), soms kleine visjes. Er bestaan ook bij opkweken kunstmatig verkregen (onvruchtbare) bastaarden met de forel, de zogenaamde tijgerzalm of tijgerforel (vanwege de fraaie tekening). Daar waar gezonde populaties van de wilde forel aanwezig zijn met hetzelfde formaat als de bronforel, zal de wilde forel domineren over deze exoot.

## Wettelijke status
Deze vissoort staat in de (Nederlandse) Visserijwet. Het vangstseizoen is van 1 oktober tot en met 31 maart gesloten, verder geldt een minimummaat van 25 cm.

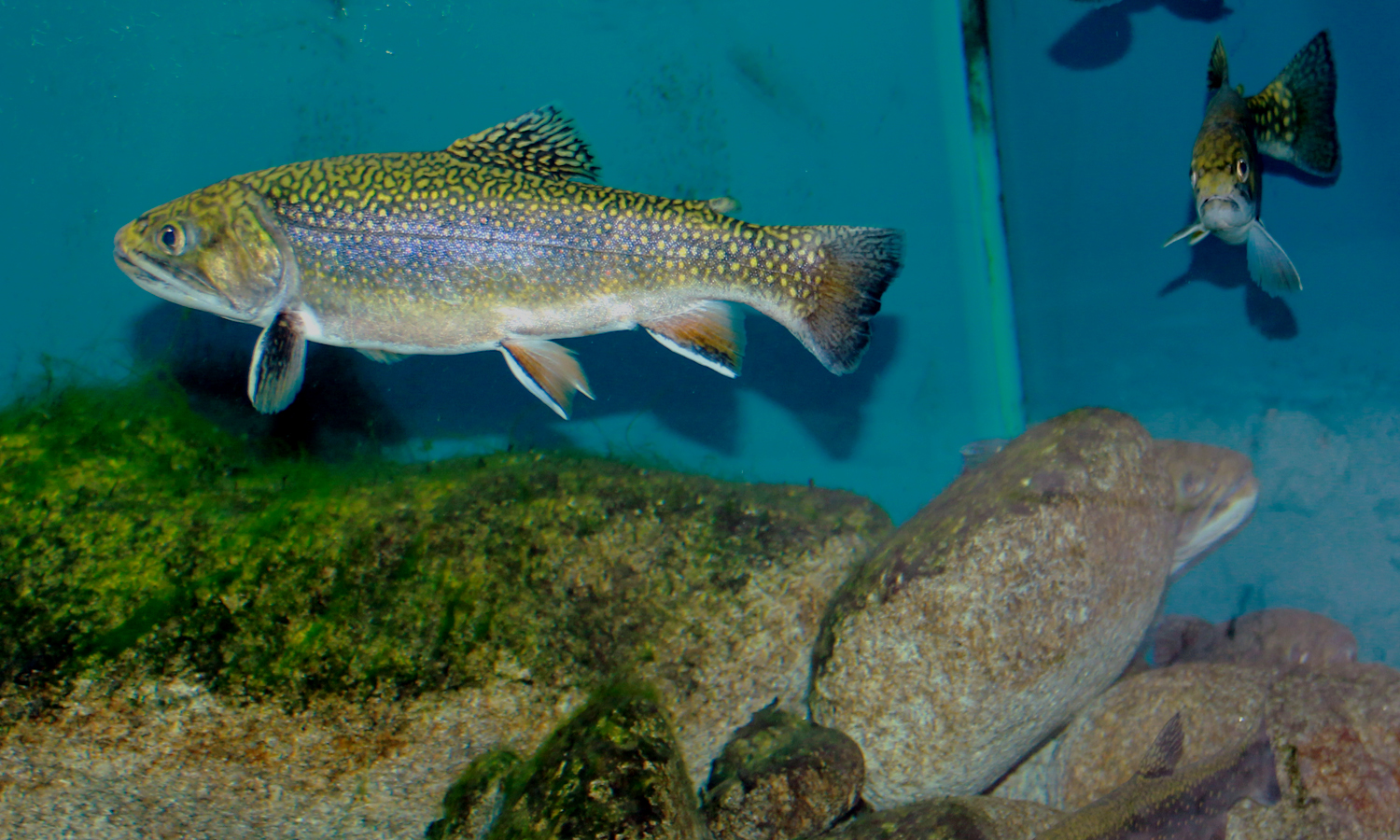
Bronforel in gevangenschap uit de Tsjechische rivier Moldau